# Helma Kuhn-Theis
Helma Kuhn-Theis (ur. 24 stycznia 1953 w Thailen) – niemiecka polityk, nauczycielka i działaczka samorządowa, długoletnia posłanka do parlamentu Kraju Saary.

## Życiorys
Ukończyła studia pedagogiczne na Uniwersytecie Kraju Saary, następnie pracowała jako nauczycielka szkół średnich.
W 1974 wstąpiła do Unii Chrześcijańsko-Demokratycznej. Od początku lat 90. wchodziła w skład władz lokalnych partii. Była przewodniczącą struktur miejskich w Weiskirchen (1998–2011), następnie objęła kierownictwo struktur powiatowych w powiecie Merzig-Wadern. Weszła również w skład zarządu krajowego CDU w Saarze. W 1994 po raz pierwszy została wybrana do landtagu, w którym zasiadała przez 18 lat, pełniąc m.in. funkcję wiceprzewodniczącej frakcji parlamentarnej chadeków. W okresie 2002–2009 była członkinią Komitetu Regionów.
W 2012 odeszła z landtagu w związku z objęciem stanowiska pełnomocnika ds. europejskich w administracji rządowej Kraju Saary. W 2013 została wskazana jako kandydatka na pierwsze miejsce regionalnej listy CDU w wyborach europejskich w 2014 (w miejsce ustępującej Doris Pack), jednakże nie uzyskała mandatu. W 2017 ponownie została wybrana do regionalnego parlamentu.